# Автомобильная промышленность Вьетнама

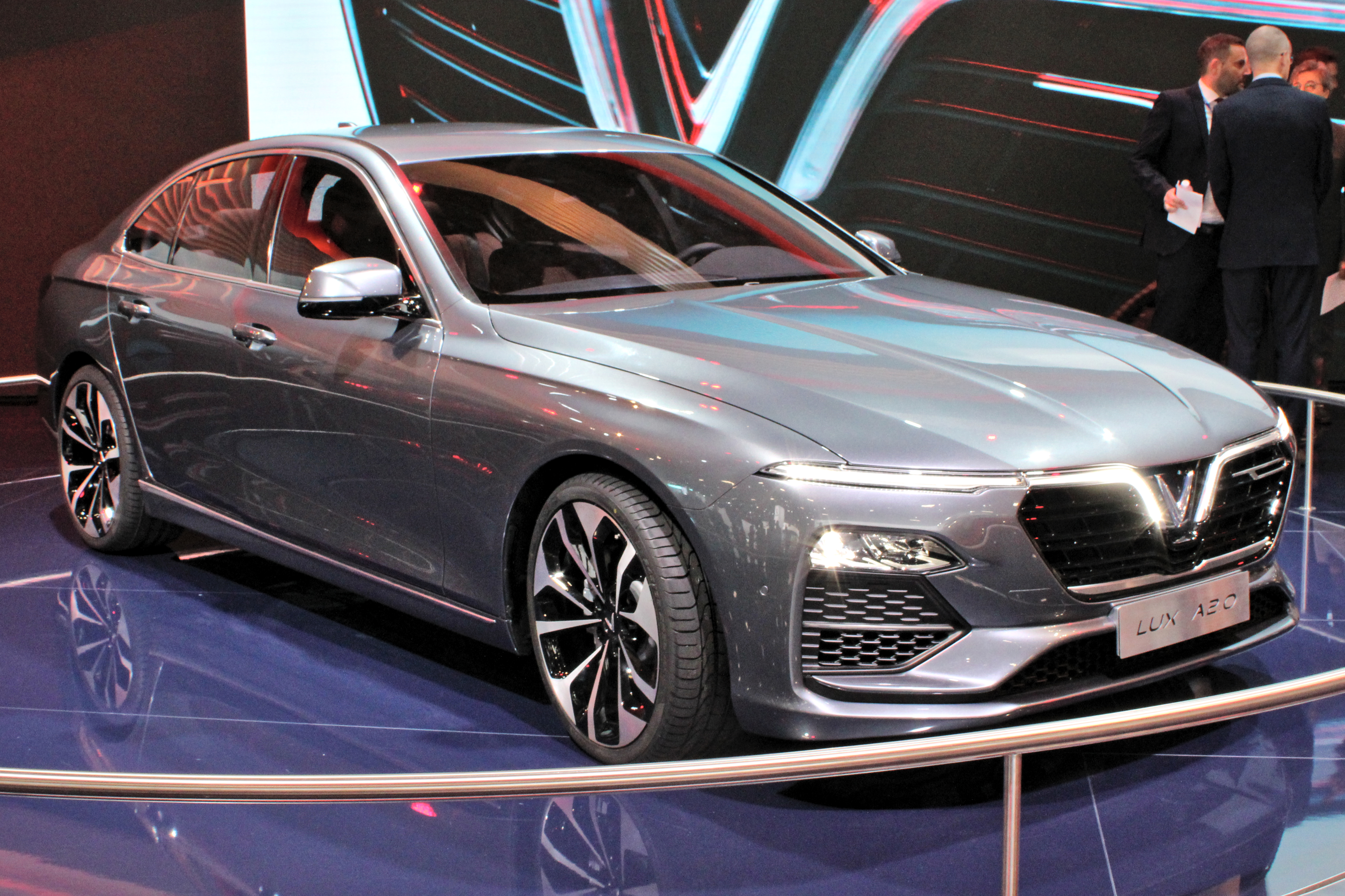
Vinfast Lux A2.0

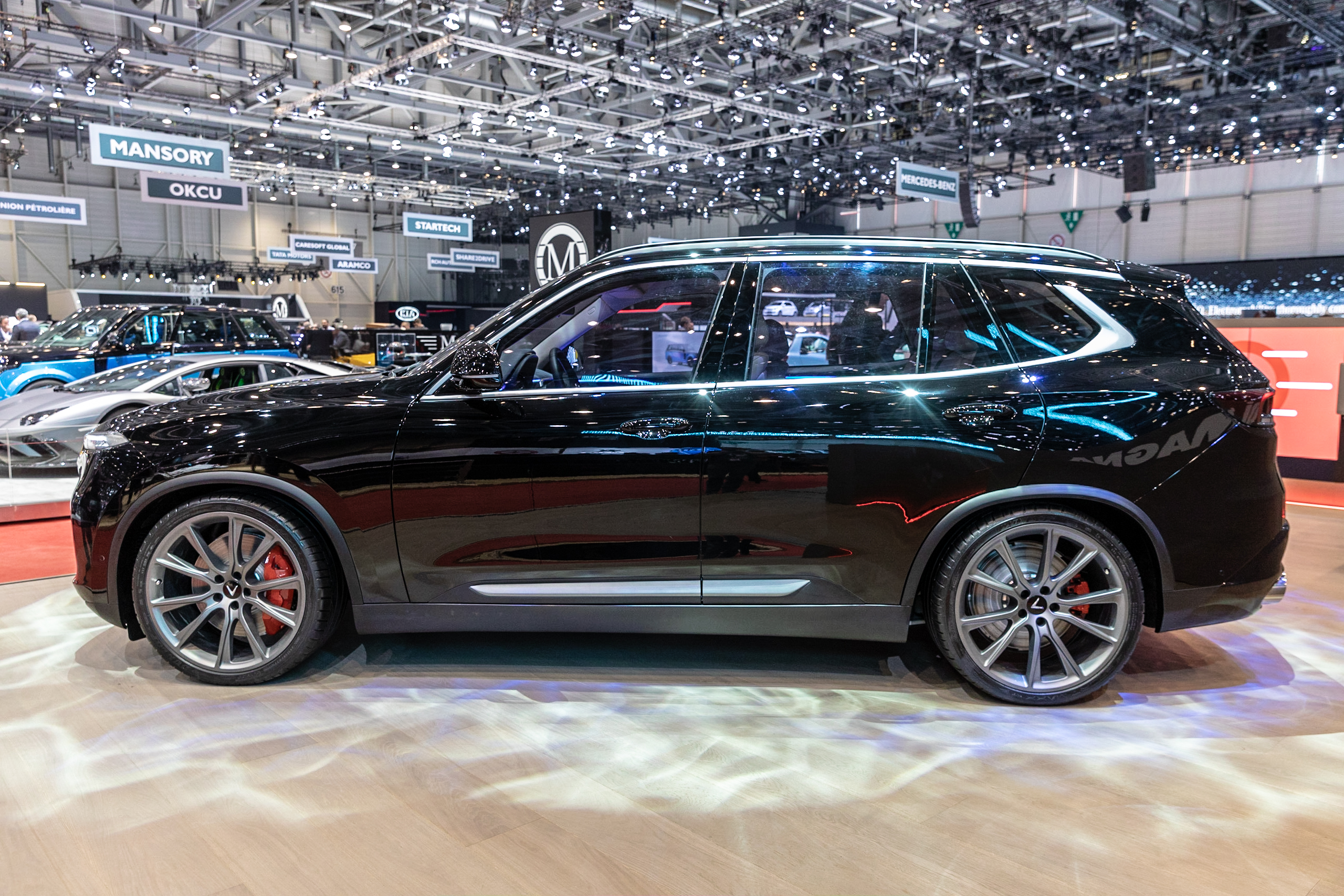
VinFast LUX SUV V8

Автомобильная промышленность Вьетнама является быстрорастущим сектором, в основном зависящим от продаж на внутреннем рынке. Все выпускаемые в настоящее время модели разработаны за границей иностранными брендами, и многие из них полагаются на производство разборных комплектов. Из-за высоких налогов на импорт автомобилей правительство Вьетнама защищает отечественное производство. Хотя Вьетнам является членом Зоны свободной торговли АСЕАН, импорт автомобилей подпадает под исключение. С 1 января 2018 года в рамках соглашений АСЕАН отменен налог на импорт в размере 30 %. По состоянию на апрель 2018 года 85 % продаж автомобилей во Вьетнаме производились внутри страны из машинокомплектов.

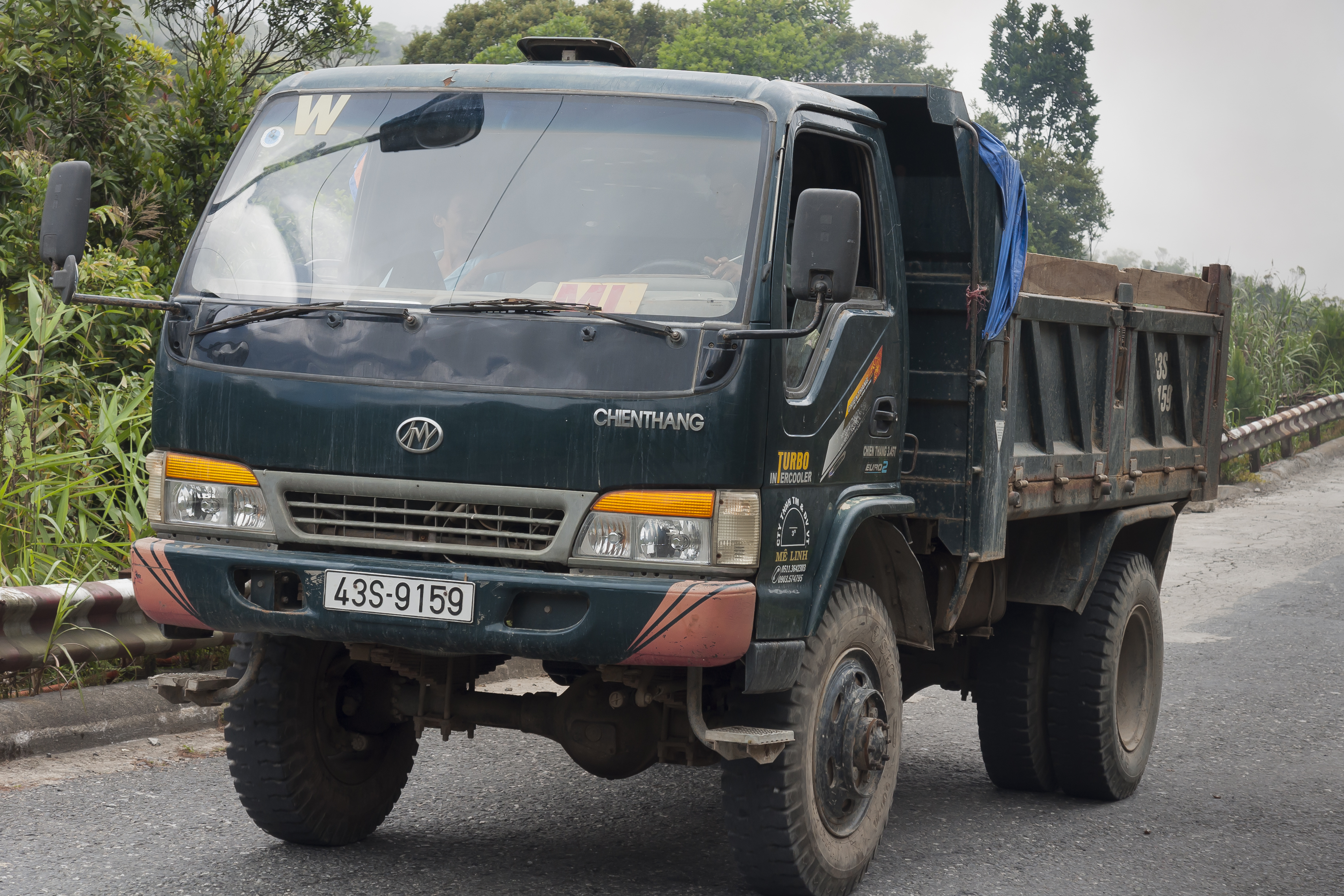
CHIENTHANG

До Дой мой владение автомобилями во Вьетнаме было очень ограниченным, и присутствующие автомобили были импортированы из стран второго мира, которые были более политически связаны с правительством. В 1995 году были построены первые автомобильные заводы, использующие разборные комплекты для производства автомобилей, начиная с Mitsubishi, Toyota и Isuzu. В период с 2003 по 2006 год налог с продаж автомобилей увеличился с 5 % до 50 %, что замедлило продажи автомобилей.
Вьетнамский авторынок относительно небольшой, но самый быстрорастущий в Юго-Восточной Азии.
Большинство производителей автомобилей во Вьетнаме являются членами (неправительственной) Ассоциации производителей автомобилей Вьетнама (VAMA).

## Производители

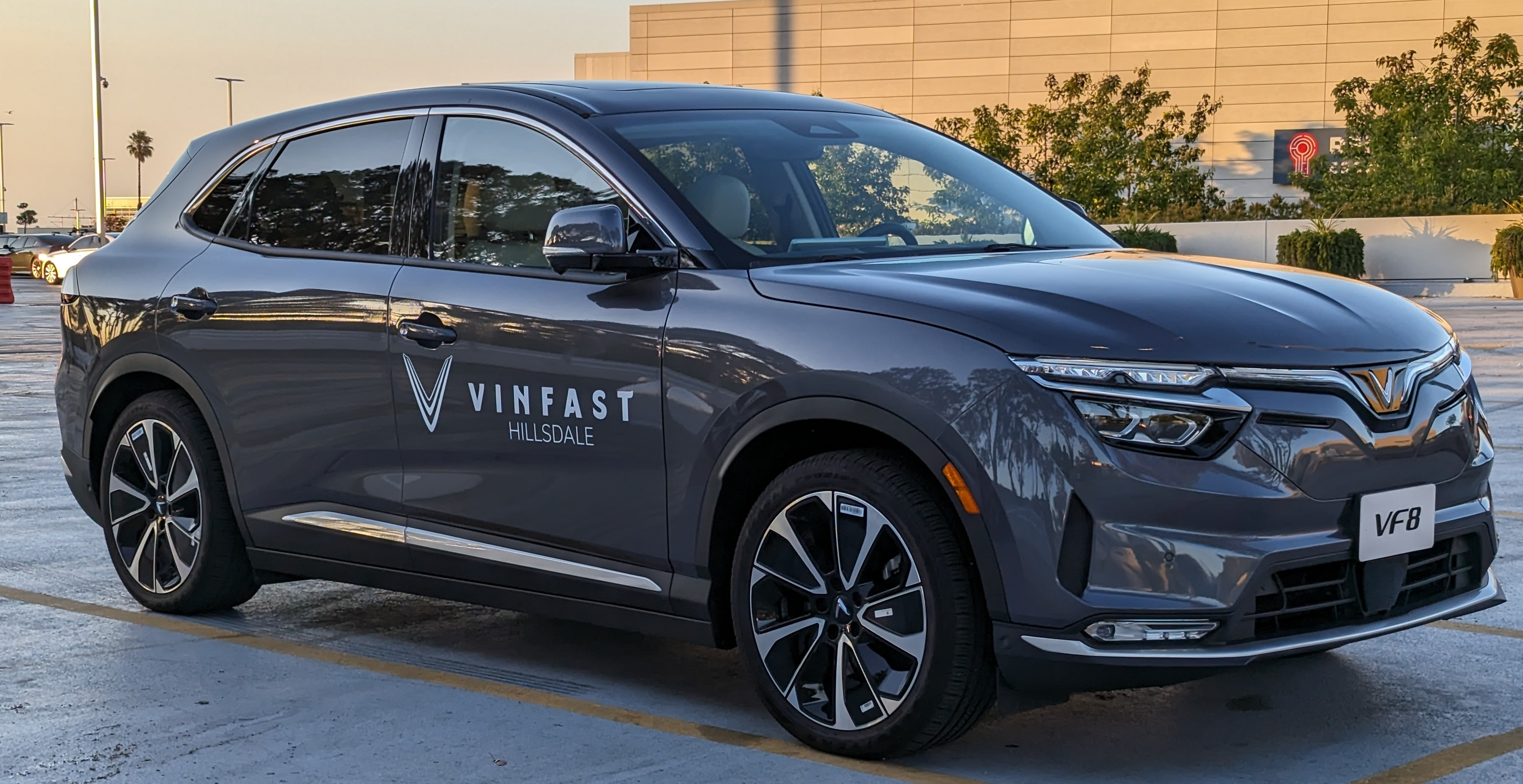
Vinfast VF8

VinFast — единственный отечественный бренд легковых автомобилей во Вьетнаме. В августе 2018 года General Motors продала свои вьетнамские предприятия компании VinFast, предоставив последней права на распространение моделей GM во Вьетнаме и передав свой завод в Ханое компании VinFast. VinFast будет использовать завод для производства автомобилей собственной разработки в дополнение к уже запланированному заводу в Хайфоне. Генеральным директором VinFast является бывший руководитель GM Джим ДеЛука. VinFast также производит автомобили с ДВС, электромобили и электросамокаты.
В 2023 году VinFast VF8 получил 4 звёзды в EuroNcar.

## Прочие производители

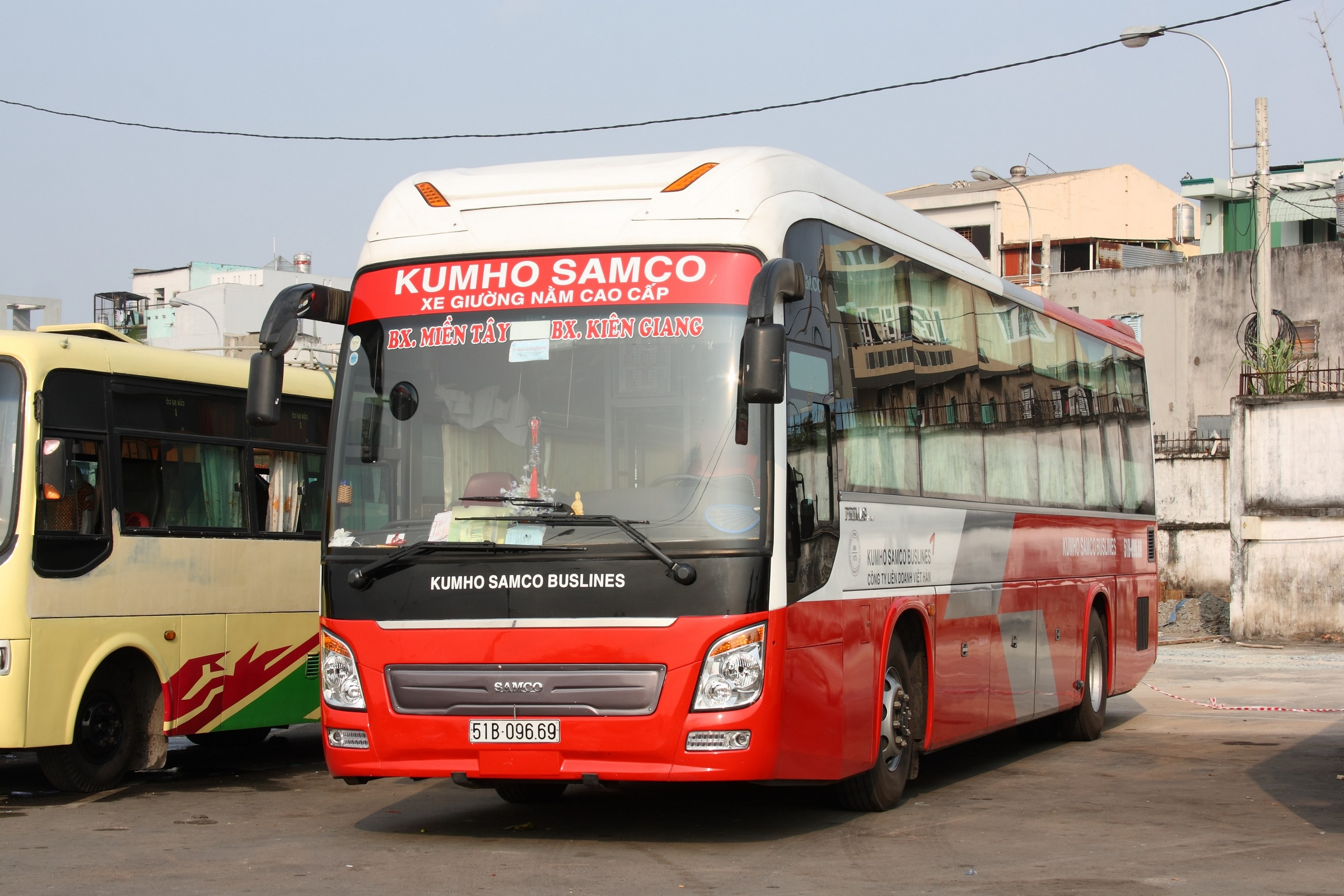
Автобус Samco

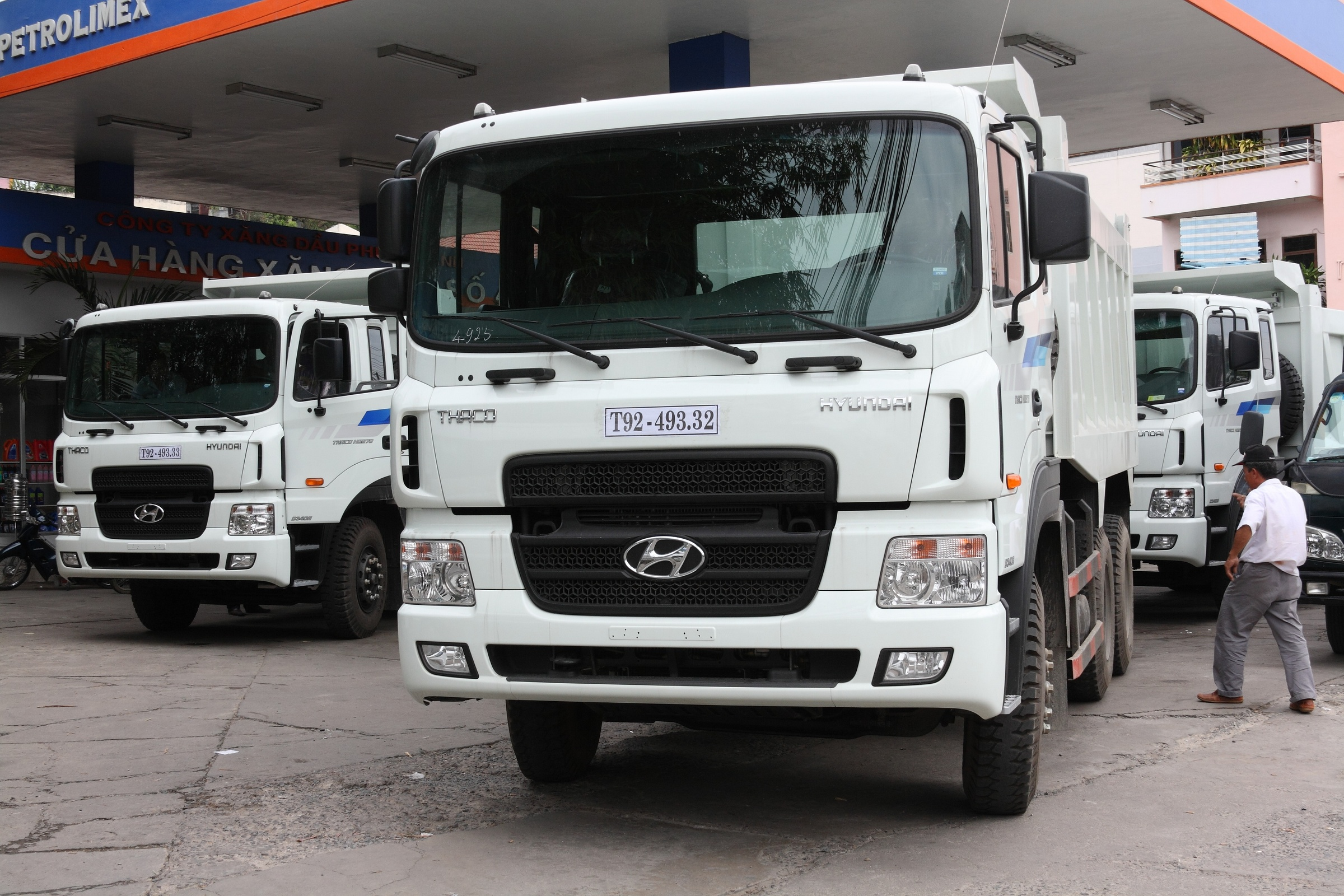
Thaco Hyundai HD270

Одной из крупнейших является Mekong Auto Corporation со штаб-квартирой в Хошимине, Вьетнам, основанная 22 июня 1991 года. Компания работает с Fiat SpA, Pyeonghwa Motors и KG Mobility. Компания SAMCO (Sai Gon Mechanical Engineering Corporation) занимается производством лицензионных автобусов Hyundai. Также существует компания THACO (Truong Hai Auto Corporation) которая занимается производством различных грузовиков и легковых автомобилей по лицензии.

## Исторические производители

### Vinaxuki

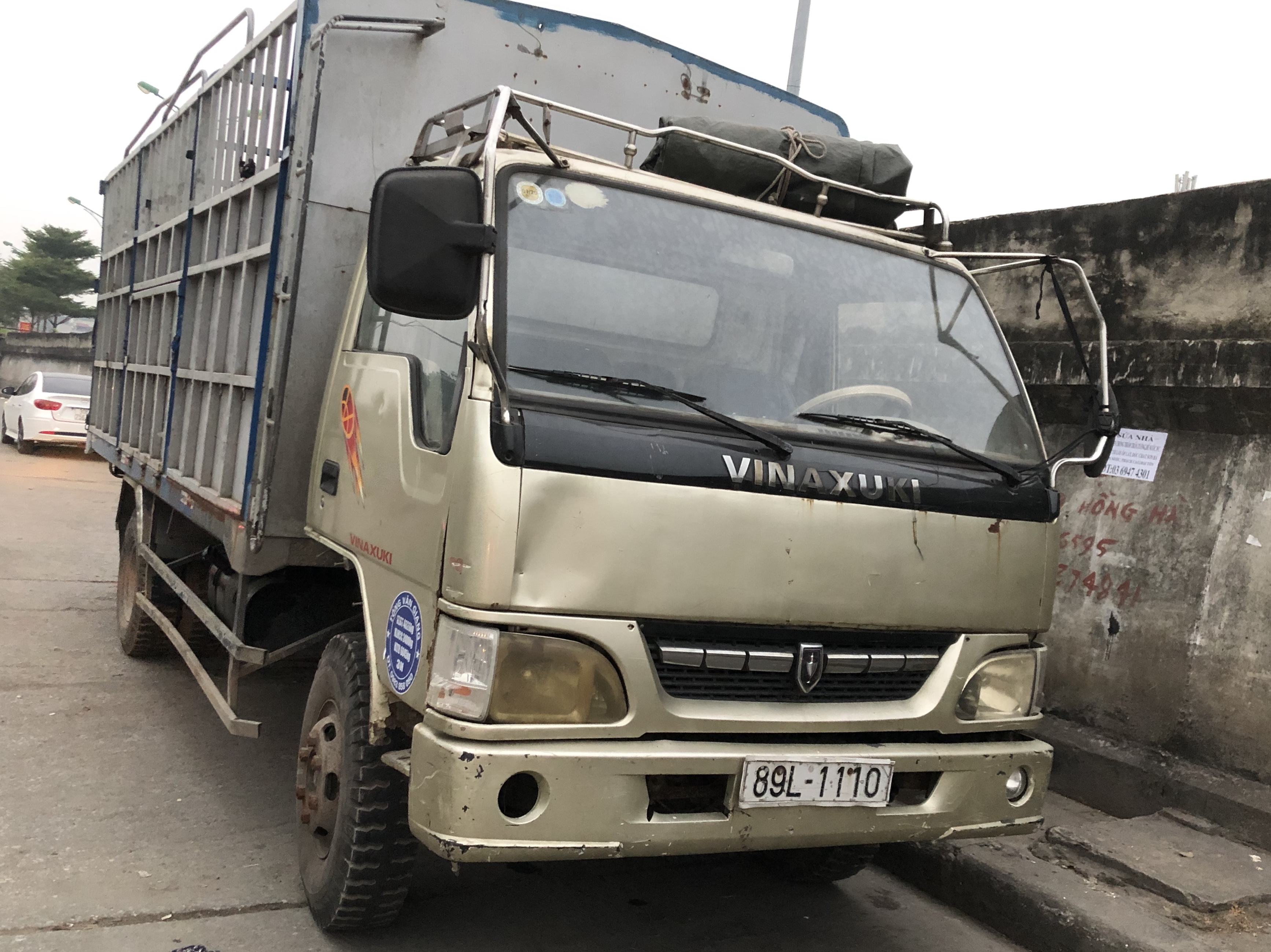
Vinaxuki

Vinaxuki производил легкие коммерческие автомобили. Существовали также планы по созданию небольшого автомобиля, который стал бы первым легковым автомобилем отечественной разработки, но компания обанкротилась и прекратила свою деятельность в 2015 году. Все попытки возродить компанию и возобновить производство до сих пор не увенчались успехом.

### La Dalat
La Dalat — автомобиль на базе Citroen 2CV, разработанный французскими инженерами Citroen, базирующимися во Вьетнаме. В период с 1969 по 1975 год было произведено 5000 автомобилей, что сделало его первым автомобилем, произведенным во Вьетнаме.

## Иностранные компании
Во Вьетнаме производятся автомобили различных компаний, таких как Toyota, Mitsubishi, Honda, Suzuki, Mazda, Daihatsu, Hino, Kia, Hyundai, KG Mobility, Fiat, Ford, Mercedes-Benz.